# De harteloze Hein
De harteloze Hein is een stripverhaal uit de reeks van Suske en Wiske. Het is geschreven door Peter Van Gucht en getekend door Luc Morjaeu. Het kwam uit als 367ste album in de Vierkleurenreeks op 8 maart 2023. Het verhaal is gebaseerd op het leven van Christoffel Plantijn.

## Personages
- Suske, Wiske, Lambik, tante Sidonia, Jerom, Sus Antigoon, kinderen, Magere Hein, dokter Hubert Culose, Vitamitje, Mollige Mita, Hendrik Verlinden, Ruud Bagger, Gert van Putte, Martine Aarendonk, en andere overleden mensen in het Voormaals, geesten, Savantas, kraanmachinist, opzichter,

## Locaties
- huis van tante Sidonia, ziekenhuis, padelbaan, Amoras, Het Steen, camping Zon€Vreemd, Mortsubitelei 53 in Antwerpen (stad), het Voormaals met Zielenkantoor, Zwevegem

## Verhaal

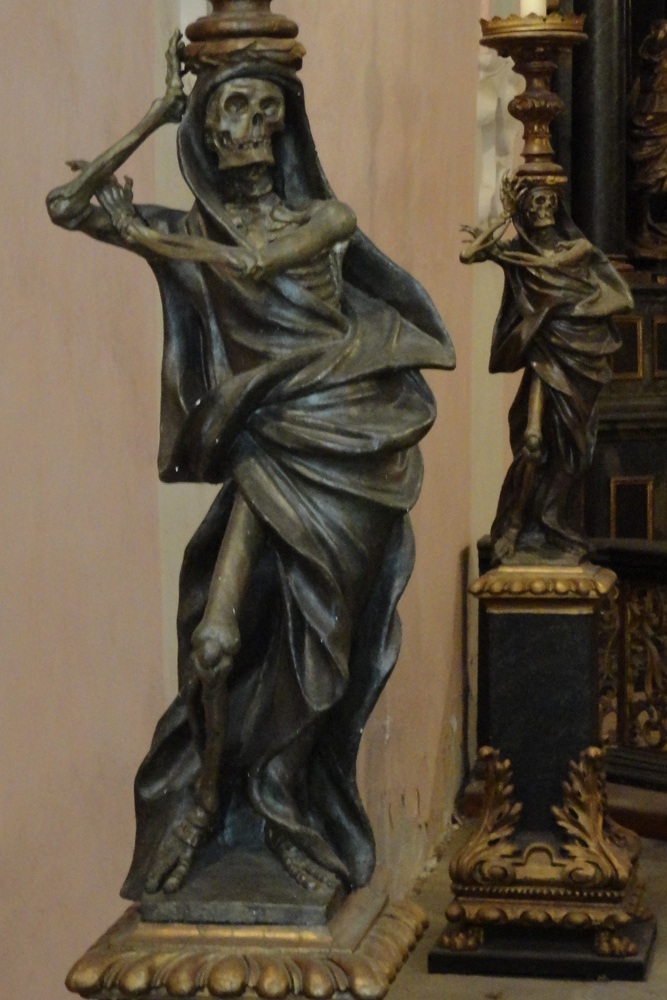
Magere Hein

Jerom heeft een nieuwe baan bij afvalverwerkingsbedrijf Jan Beil in Heist-in-de-Put. Hij maakt afval tot recycleerbaar stof. Suske wordt bijna aangereden door een bus en later valt een boom op hem, maar hij raakt niet gewond. Suske's naam is op het blad van de zeis van Magere Hein verschenen en hij snapt niet waarom Suske nog leeft. Wiske vindt Suske in zijn slaapkamer op de grond en hij wordt naar het ziekenhuis gebracht, waar ontdekt wordt dat hij het coloravirus heeft. Toevallig blijkt net een medicijn uitgevonden te zijn en de dokter geeft Suske een eerste en tweede spuit en een booster. Suske geneest en Magere Hein is nog verbaasder. Op dat moment worden de veren van de zielenkraai van Sus Antigoon wit. Hij wil voorkomen dat er iemand in de plaats van hem zelf sterft en gaat met zijn kraai naar het spokenhoofdkwartier van Het Steen.
Wiske neemt Suske mee naar een camping om aan Magere Hein te ontkomen. Als ze eten willen warm maken, ontploft de caravan. Suske overleeft weer, waarna Magere Hein hem probeert de levensdraad door te snijden. Mollige Mita komt dan tevoorschijn, ze is de tegenpool van Magere Hein. Ze fluistert Wiske in dat zonder zeis geen levensdraad kan worden doorgesneden, waarna Wiske er met de zeis vandoor gaat. Suske besluit naar het Voormaals te gaan om uit te zoeken wat er aan de hand is. Hij komt zijn eigen zielenkraai tegen, het dier is bijna geheel wit. De kraai vermomt Suske, want levende mensen zijn niet gewenst in het Voormaals. Suske zou meteen naar het Hiernamaals gestuurd worden als hij zou worden ontdekt.
Lambik, tante Sidonia en Wiske besluiten de zeis naar het afvalverwerkingsbedrijf te brengen waar Jerom werkzaam is. Magere Hein voert Vitamitje allerlei lekkers, zoals doopsuiker, en achtervolgt hen met het autootje. Suske ziet het Rad van Bestaan, waarmee wordt beslist wie sterft en wie blijft leven. De namen van de personen die moeten sterven, worden via het magische dodenboek verwerkt. Ze verschijnen daarna op de zeis van Magere Hein. Suske wordt dan ontdekt door de geest van Savantas. Het blijkt dat hij Sus Antigoon's naam heeft aangepast met een magische pen, zodat Magere Hein op zoek is naar Suske. De zielenkraai vertelt dan dat Suske kan helpen om terug naar de aarde te gaan, waarna Savantas besluit dat dit hem nog beter uitkomt. Hij zit al jaren administratief werk te doen om zijn misdaden.
Savantas smokkelt Suske en zijn zielenkraai het Zielenkantoor uit en inmiddels heeft ook Sus Antigoon door wat er aan de hand is. Samen met zijn zielenkraai gaat hij op weg om te helpen. Suske en Savantas komen de deur van Mortsubitelei 53 uit, de zielenkraai is nu niet meer te zien. Sus Antigoon vindt Suske en hij neemt zijn familielid dan mee om Magere Hein te stoppen. Inmiddels heeft Wiske geprobeerd de zeis te vernietigen, maar Magere Hein kan dit voorkomen. Dan ontdekt hij dat het niet de echte zeis is en hij roept monsters op die de vrienden levend zullen begraven. Suske kont dan met bewijs dat hij niet zou moeten sterven. Magere Hein vertelt dan dat hij Sus Antigoon mee moet nemen. Het spook probeert te ontkomen, maar Savantas verhinderd dit.
Jerom wordt gewaarschuwd en de vrienden gaan samen naar huis, waar Magere Hein zijn echte zeis weer zal krijgen. Als Magere Hein op het punt staat de spookdraad van Sus Antigoon door te snijden, verdwijnt deze. Het blijkt dat Suske met de magische pen van Savantas het formulier heeft aangepast. Het is onleesbaar geworden, waardoor Magere Hein zelf een ziel mag kiezen. Hij besluit Savantas mee te nemen. Later verschijnt Mollige Mita voor de vrienden. Als beschermer en brenger van het leven wil ze de kinderen knuffelen. Tante Sidonia voorkomt dit, ze vindt het nog veel te jong om mama en papa te spelen.